# Trochulus piccardi
Trochulus piccardi is een slakkensoort uit de familie van de Hygromiidae. De wetenschappelijke naam van de soort is voor het eerst geldig gepubliceerd in 2005 door M. Pfenninger & A. Pfenninger.